# Rembercourt-Sommaisne
Rembercourt-Sommaisne est une commune française située dans le département de la Meuse, en région Grand Est.

## Géographie

### Situation
L'Aisne prend sa source à Sommaisne, à l'altitude de 250 m. Sommaisne signifie littéralement source de l'Aisne.
La commune de Rembercourt-Sommaisne regroupe deux villages : Rembercourt-aux-Pots dans le sud de la commune et Sommaisne dans le nord.

#### Communes limitrophes
| Vaubecourt       | Érize-la-Petite       | Érize-la-Petite |
| Lisle-en-Barrois | Rembercourt-Sommaisne | Érize-la-Petite |
| Lisle-en-Barrois | Lisle-en-Barrois      | Raival          |

### Hydrographie
La commune est traversée par la ligne de partage des eaux entre les régions hydrographiques « la Seine de sa source au confluent de l'Oise (exclu) » et « la Seine du confluent de l'Oise (inclus) à l'embouchure » au sein du bassin Seine-Normandie. Elle est drainée par l'Aisne, la Chee, le ruisseau de Rembercourt, le ru de Marne, le Fond de Tarpéchamp, le ruisseau des Bourguignons et la Caulaine,.
L'Aisne est un  cours d'eau naturel navigable de 256 km de longueur, traversant les cinq départements Meuse, Marne, Ardennes, Aisne, Oise. Elle est un affluent de rive gauche de l'Oise, ce qui fait d'elle un sous-affluent de la Seine. 
La Chée, d'une longueur de 69 km, prend sa source dans la commune de Seigneulles et se jette  dans la Saulx à Vitry-en-Perthois, après avoir traversé 21 communes. 

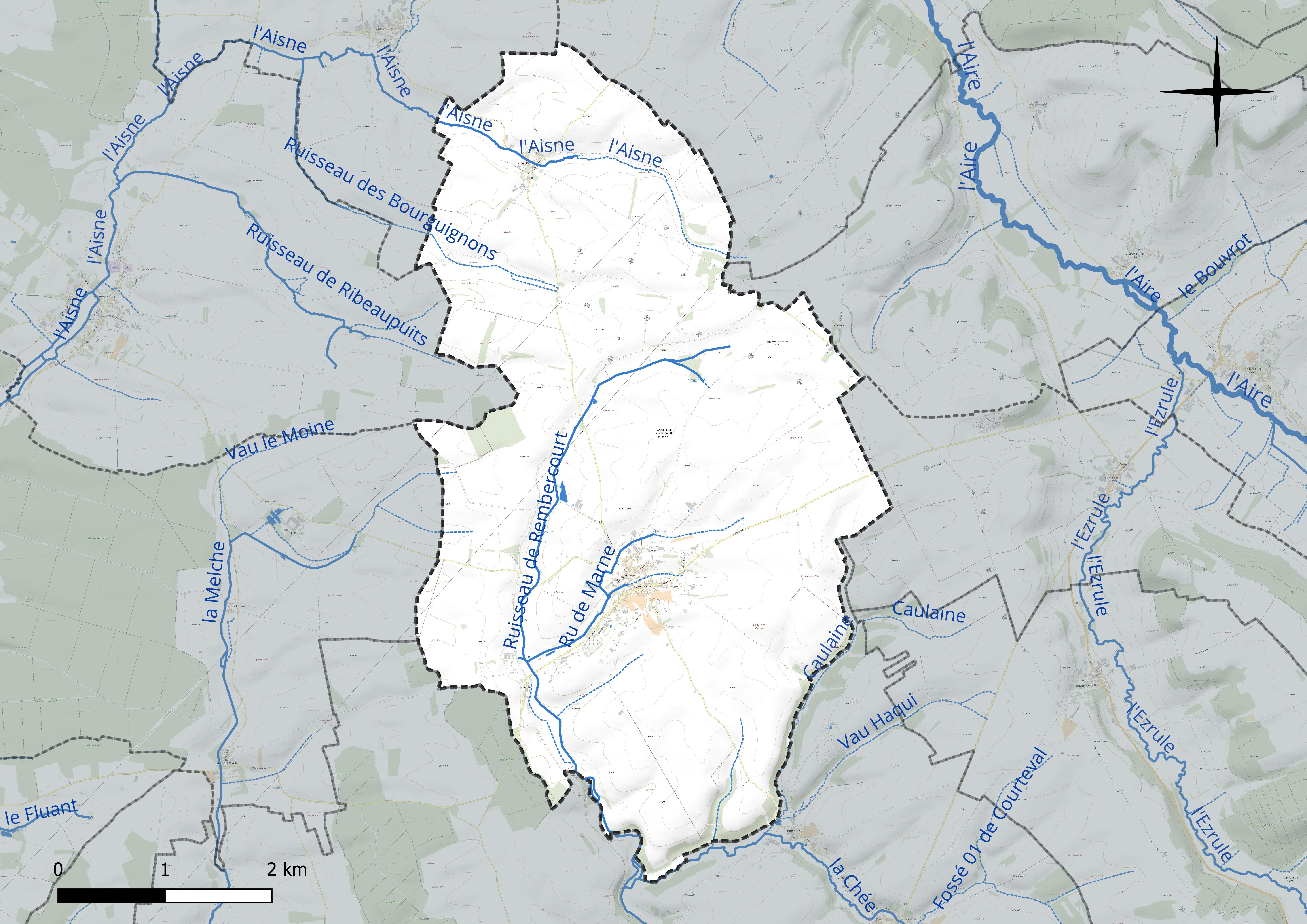
Réseau hydrographique de Rembercourt-Sommaisne.

### Climat
Pour des articles plus généraux, voir Climat du Grand Est et Climat de la Meuse.
En 2010, le climat de la commune est de type climat de montagne, selon une étude du Centre national de la recherche scientifique s'appuyant sur une série de données couvrant la période 1971-2000. En 2020, Météo-France publie une typologie des climats de la France métropolitaine dans laquelle la commune est exposée à un climat océanique altéré et est dans la région climatique  Lorraine, plateau de Langres, Morvan, caractérisée par un hiver rude (1,5 °C), des vents modérés et des brouillards fréquents en automne et hiver. 
Pour la période 1971-2000, la température annuelle moyenne est de 9,7 °C, avec une amplitude thermique annuelle de 16 °C. Le cumul annuel moyen de précipitations est de 1 040 mm, avec 13,8 jours de précipitations en janvier et 9,7 jours en juillet. Pour la période 1991-2020, la température moyenne annuelle observée sur la station météorologique de Météo-France la plus proche, « Conde_sapc », sur la commune des Hauts-de-Chée à 5 km à vol d'oiseau, est de 11,3 °C et le cumul annuel moyen de précipitations est de 888,5 mm. 
La température maximale relevée sur cette station est de 39,6 °C, atteinte le 25 juillet 2019 ; la température minimale est de −15,2 °C, atteinte le 20 décembre 2009,,. 
Les paramètres climatiques de la commune ont été estimés pour le milieu du siècle (2041-2070) selon différents scénarios d'émission de gaz à effet de serre à partir des nouvelles projections climatiques de référence DRIAS-2020. Ils sont consultables sur un site dédié publié par Météo-France en novembre 2022.

## Urbanisme

### Typologie
Au 1er janvier 2024, Rembercourt-Sommaisne est catégorisée commune rurale à habitat dispersé, selon la nouvelle grille communale de densité à sept niveaux définie par l'Insee en 2022.
Elle est située hors unité urbaine. Par ailleurs la commune fait partie de l'aire d'attraction de Bar-le-Duc, dont elle est une commune de la couronne,. Cette aire, qui regroupe 86 communes, est catégorisée dans les aires de 50 000 à moins de 200 000 habitants,.

### Occupation des sols
L'occupation des sols de la commune, telle qu'elle ressort de la base de données européenne d’occupation biophysique des sols Corine Land Cover (CLC), est marquée par l'importance des territoires agricoles (95,3 % en 2018), en diminution par rapport à 1990 (96,2 %). La répartition détaillée en 2018 est la suivante : 
terres arables (74,3 %), prairies (21 %), forêts (2,4 %), zones urbanisées (2,3 %). L'évolution de l’occupation des sols de la commune et de ses infrastructures peut être observée sur les différentes représentations cartographiques du territoire : la carte de Cassini (XVIIIe siècle), la carte d'état-major (1820-1866) et les cartes ou photos aériennes de l'IGN pour la période actuelle (1950 à aujourd'hui).

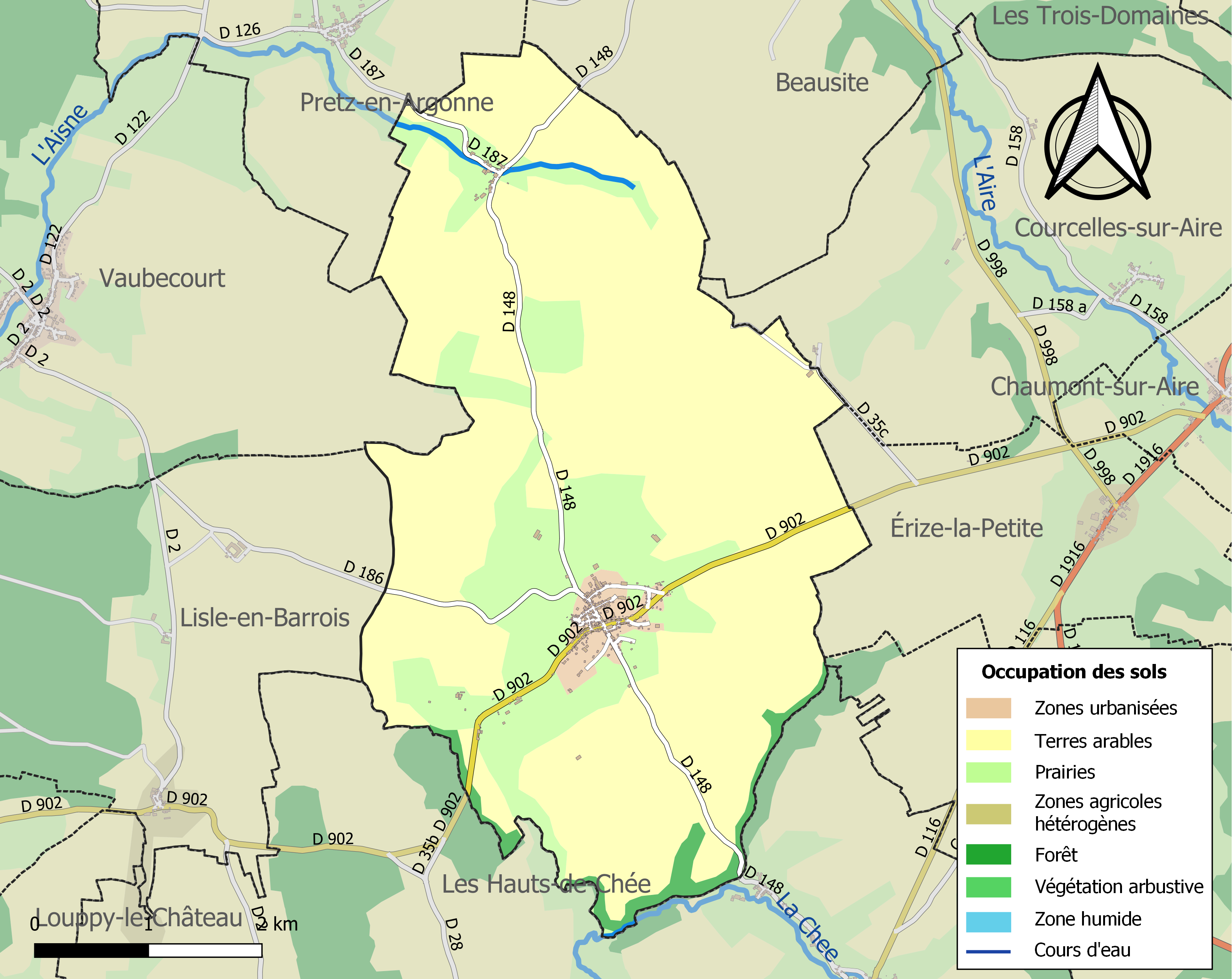
Carte des infrastructures et de l'occupation des sols de la commune en 2018 (CLC).

## Toponymie
Rembercourt est attesté sous les formes Ramisbatium, Ramisbaccium (755) ; Ramibatium, Romabach (984) ; Ecclesia Remberti-curte (1040) ; Ramberti-curtis (1100) ; Arambescort (1213) ; Aremberticuria (1221) ; Aremberticurt (1221) ; Aremberti-curtis (1239) ; Raimbercort (1247) ; Raimbercourt (1247) ; Raimbeicourt (1248) ; Reinbescort-en-Verdunois (1257) ; Ramesbach (1137) ; Erembercurt (1149) ; Rambercurt (XIIe siècle) ; Reimbercort (1267) ; Reimbercourt (1286) ; Rainbercourt-le-Potier (1290) ; Rambercourt-as-Pos (1321) ; Rambertcuria-ad-Pontes, Rembecuria (1402) ; Ramisbaccium que les anciens dient estre Rambecourt (1549) ; Rambercourt-aux-Pots (1563) ; Rambercourt-aux-Potz (1564) ; Rambercourt (1618) ; Rambecourt-au-Pot (1656) ; Rambécourt-aux-Pots (1700) ; Remberticuria-ad-Potos (1711) ; Ramberti-curia-ad-Ollas (1749) ; Rembercourt-aux-Pots .

Sommaisne est attesté sous les formes Summa-Asniæ (Xe siècle) ; Somme-Ane (1228) ; Somma-Axonæ (XIIIe siècle) ; Summouxe (XIIIe siècle) ; Somme-Aisne (1312) ; Somm’ Aisne (1656) ; Summa-Ausana, Summa-Asnia (1756).

Du latin summa « Source » et Asniæ Aisne, « Source de l'Aisne ».

## Histoire
- Rembercourt-Aux-Pots a avec ses « chartons » participé dès avant le XVIe siècle aux trafics internationaux qui courent des Pays-Bas jusqu'à l'Italie.
- Durant la Première Guerre mondiale, le 8 septembre 1914, la commune est bombardée par l'artillerie allemande, l'église prend feu[18]. L'armée française y construit un aérodrome en 1916 qui fut utilisé par le corps expéditionnaire américain qui y établit le premier groupe de chasse pour l'offensive sur St-Mihiel.

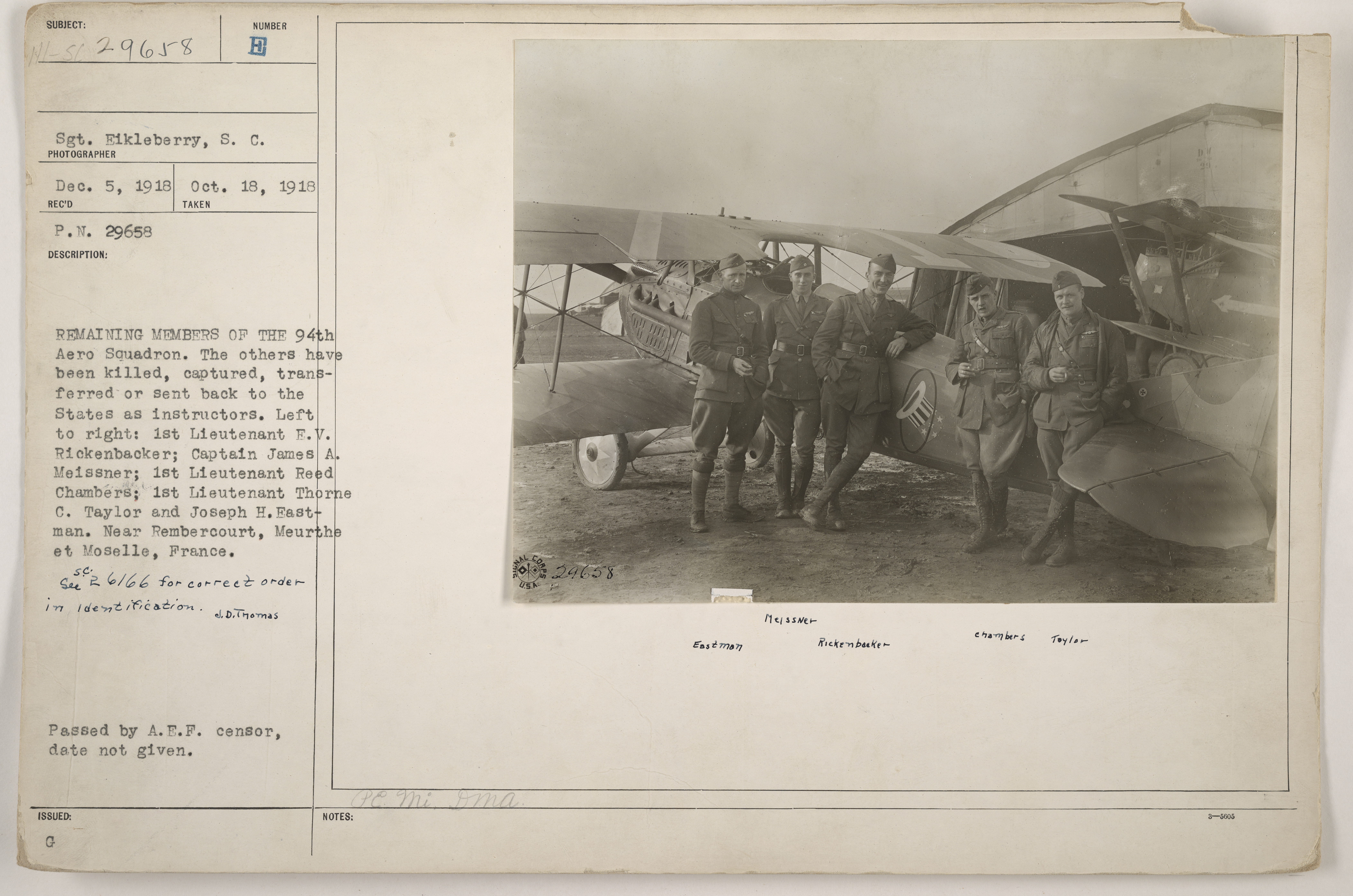
Eddie Rickenbacker sur le terrain de Rembercourt.

Le 1er janvier 1973, Rembercourt-aux-Pots devient Rembercourt-Sommaisne à la suite de sa fusion-association avec Sommaisne.
Un relevé systématique des registres paroissiaux et d’état civil de Rembercourt-aux-Pots de 1597 à 1942 fournit de nombreuses informations notamment sur les épidémies (peste), le climat (hivers rigoureux), les récoltes, les faits divers (meurtres, cloches …)

## Politique et administration
L'ancienne commune de Sommaisne bénéficie d'un maire délégué.
| Période                                  | Période       | Identité            | Étiquette                 | Qualité                                                            |
| ---------------------------------------- | ------------- | ------------------- | ------------------------- | ------------------------------------------------------------------ |
| Les données manquantes sont à compléter. |               |                     |                           |                                                                    |
| 1938                                     | 1947          | Valentin Bardin     |                           |                                                                    |
| 1947                                     | 1969          | Marie-Joseph Bayard |                           |                                                                    |
| 1970                                     | décembre 2007 | Roger Poupart       |                           |                                                                    |
| décembre 2007                            | mars 2008     | Hervé Bayard        |                           |                                                                    |
| mars 2008                                | juillet 2020  | Olivier Poutrieux   | MoDem puis UDI puis LaREM | Agriculteur Conseiller général du canton de Vaubecourt (2011-2015) |
| juillet 2020                             | En cours      | Sylvain Obara       |                           | Cadre d'entreprise                                                 |

## Population et société

### Démographie

#### Évolution démographique
L'évolution du nombre d'habitants est connue à travers les recensements de la population effectués dans la commune depuis 1793. Pour les communes de moins de 10 000 habitants, une enquête de recensement portant sur toute la population est réalisée tous les cinq ans, les populations de référence des années intermédiaires étant quant à elles estimées par interpolation ou extrapolation. Pour la commune, le premier recensement exhaustif entrant dans le cadre du nouveau dispositif a été réalisé en 2005.

En 2022, la commune comptait 311 habitants, en évolution de −10,37 % par rapport à 2016 (Meuse : −4,4 %, France hors Mayotte : +2,11 %).
| 1793 | 1800 | 1806 | 1821 | 1831 | 1836 | 1841 | 1846 | 1851 |
| ---- | ---- | ---- | ---- | ---- | ---- | ---- | ---- | ---- |
| 986  | 932  | 926  | 964  | 952  | 861  | 829  | 813  | 815  |

| 1856 | 1861 | 1866 | 1872 | 1876 | 1881 | 1886 | 1891 | 1896 |
| ---- | ---- | ---- | ---- | ---- | ---- | ---- | ---- | ---- |
| 785  | 790  | 740  | 669  | 645  | 651  | 641  | 601  | 521  |

| 1901 | 1906 | 1911 | 1921 | 1926 | 1931 | 1936 | 1946 | 1954 |
| ---- | ---- | ---- | ---- | ---- | ---- | ---- | ---- | ---- |
| 524  | 554  | 536  | 415  | 425  | 420  | 434  | 401  | 383  |

| 1962 | 1968 | 1975 | 1982 | 1990 | 1999 | 2005 | 2006 | 2010 |
| ---- | ---- | ---- | ---- | ---- | ---- | ---- | ---- | ---- |
| 372  | 362  | 369  | 354  | 349  | 313  | 323  | 321  | 325  |

| 2015 | 2020 | 2022 | - | - | - | - | - | - |
| ---- | ---- | ---- | - | - | - | - | - | - |
| 348  | 318  | 311  | - | - | - | - | - | - |

## Culture locale et patrimoine

### Lieux et monuments

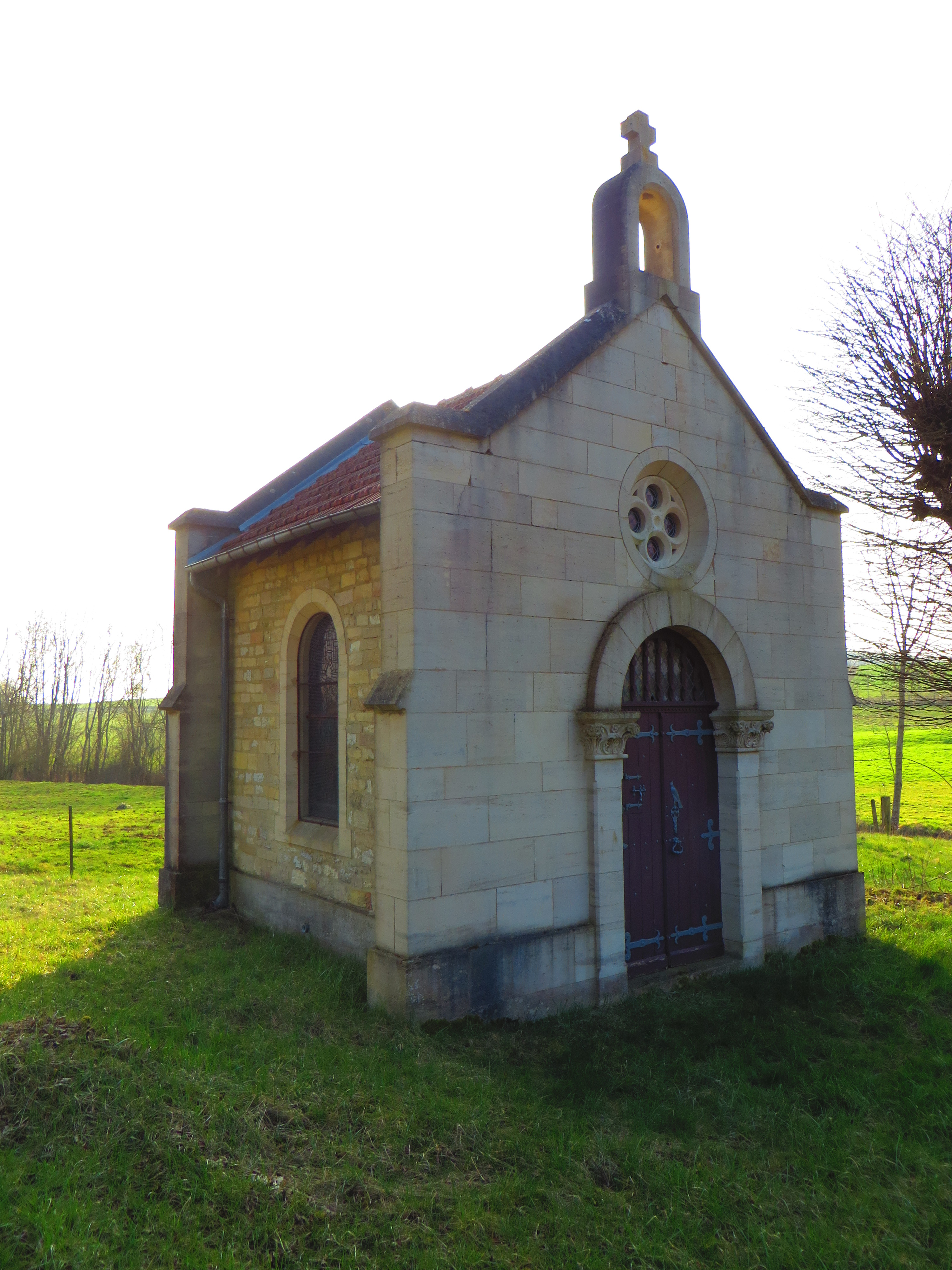
La chapelle Saint-Louvent.

L'église Saint-Louvent de Rembercourt-aux-Pots (XVe siècle), dédiée à saint Louvent, est classée monument historique depuis la première liste de 1840. Orgue Maurice Philippe (1963) : un clavier de 56 notes et pédalier de 30 notes. Les boiseries et les stalles du chœur datent de l'époque de Louis XIV et proviennent de l'abbaye de Sainte Hoïlde (vendue à la Révolution, maintenant, ferme de Bussy-la-Côte).
- La chapelle Saint-Louvent, construite en 1949.
- Le moulin de Caïpha. Ce moulin a aujourd'hui disparu. Voir article détaillé : Moulin de Rembercourt

### Rembercourt-Sommaisne dans la littérature
Sommaisne est citée dans le poème d'Aragon, Le conscrit des cent villages, écrit comme acte de Résistance intellectuelle de manière clandestine au printemps 1943, pendant la Seconde Guerre mondiale.
Rembercourt est évoqué à plusieurs reprises dans Ceux de 14, de Maurice Genevoix, livre témoignage sur son vécu de lieutenant de l'armée française au début de la première guerre mondiale.

### Personnalités liées à la commune
- Pierre Sigorgne.
- Pierre Hanus, homme politique né le 21 avril 1766 à Rembercourt-Sommaisne (Meuse) et décédé à une date inconnue.

### Décoration française
- Croix de guerre 1914-1918 :
  - Rembercourt-aux-Pots 29 novembre 1921.

### Héraldique
| Armes de Rembercourt-aux-Pots | Les armes de Rembercourt-aux-Pots se blasonnent ainsi : D'azur, à la croix de Lorraine d'or, côtoyée de deux alérions d'argent,. |